# Pseudofentonia
Pseudofentonia is een geslacht van vlinders van de familie tandvlinders (Notodontidae).

## Soorten
- P. anamiana Nakamura, 1972
- P. argentifera Moore, 1865
- P. dua Schintlmeister, 1997
- P. emiror Schintlmeister
- P. medioalbida Nakamura, 1973
- P. mediopallens Sugi, 1989
- P. ocularis Semper, 1898
- P. seriatopunctata Matsumura, 1931
- P. tiga Schintlmeister, 1997
- P. walshiae Roepke, 1944